# 스누버디
스누버디(SNU Buddy)는 서울대학교 OIA(Office of International Affairs) 소속의 교환학생 교류 목적을 가진 학생 자치 단체이다. 
매 학기 서울대학교에서 수학하는 외국인 교환학생을 대상으로 한국인 재학생과 매칭을 주선하여 문화 교류 등을 꾀하고 있다.
약 70~80명 가량의 한국인 재학생을 매 학기 선발하며, 단체 내에는 조(Group)와 팀(Team) 등의 단위로 한국인 학생들을 배치시켜 행사를 준비하고 주최한다.
대표적인 행사로는 매 학기 서울대학교 자하연 공터에서 진행하는 푸드 페스티벌 등이 있다.
한국인 학생 및 외국인 학생의 숫자나 참여도, 예산 등에서 서울시내 교환학생 관련 단체 중 손꼽는 규모를 자랑한다.